# Cristóbal de Castillejo
Cristóbal de Castillejo (1490 eller lidt senere i Ciudad Rodrigo — 12. juni 1556 i Wien) var en spansk digter. 
Om hans liv vides ikke meget. I sin tidlige ungdom trådte han i ærkehertug Ferdinand af Østerrigs (kejser Karl V's broder) tjeneste, og da denne fyrste blev konge af Böhmen og af Ungarn, levede
Castillejo den meste tid af sit liv i Østerrig som hans sekretær efter at have modtaget præstelig ordination. En østrigsk dame, Anna von Schauenburg, var genstand for hans kærlighed, blev besunget af ham, men giftede sig 1530 med en landsmand. Sygdom og armod formørkede Castillejos sidste dage. 
Af den ved Boscán og Garcilaso indførte italieniserende smag i den spanske
digtekunst var Castillejo en udpræget og talentfuld modstander; han angreb "petrarkisterne" med satirens våben, og i sine digtninge betjente han
sig – når undtages nogle sonetter – kun af de gamle nationale former og dem, der havde været i brug hos 15. århundredes kunstdigtere. Han har forfattet en mængde villancicos, glosas, redondillas og lignende lyriske digte, der udmærker sig ved livlighed og lune, ved lethed i form og versifikation, ved friskhed og ejendommelighed, men nogen tilbøjelighed til slibrighed og plumphed. 
Til de mest navnkundige hører Dialogo entre el autor y su pluma og Dialogo de las condiciones de las mujeres. 1573 udgavs en del af Castillejos poetiske værker i Madrid, men i en stærkt beskåret tilstand, hvorved inkvisitionen vel havde en finger med i spillet. Siden er de udkomne i flere og bedre udgaver, således i Fernández samling av spanske digterværker (Madrid 1792, 12. og 13. bind) og i 32. bind af Rivadeneyras Biblioteca de autor es españoles. 